# Historia de Saltillo
Al caer España en la conquista de México, los españoles iniciaron la exploración del norte y el sur buscando riquezas.
En sus exploraciones encontraron sitios aptos para la minería, sembrar tierras o introducir ganado. En estas labores, obligaron a los indios a trabajar para ellos mediante el sistema agrónomo de la Encomienda.
Los indígenas del norte no tenían poblaciones fijas ni sembraban la tierra. Su vida estaba organizada alrededor de la cacería y la recolección de frutas silvestres. No aceptaban trabajar para otros y sus tácticas de lucha sorprendían a los españoles.
Al encontrar plata en Zacatecas se desató una fiebre de enriquecimiento. En Mazapil encontraron plata de buena ley; de ahí algunos llegaron a la Laguna de Patos, hoy General Cepeda. Y posteriormente al Valle de Saltillo.
Este valle estaba cubierto de vegetación; desde la sierra, a lo largo y ancho del terreno, existían ciénegas y numerosos manantiales.
Esta amplia extensión en determinadas épocas era poblada por indios flecheros que se alimentaban de semillas, cazaban jabalíes, venados y guajolotes, así como peces y tortugas. Cuando el alimento era escaso los indígenas emigraban al sur donde podían comer tunas.
Los españoles vieron en el Valle de Saltillo un lugar propicio para fundar una población. Este territorio correspondía al reino de la Nueva Vizcaya, cuya capital era Durango.

## Fundación
De Durango vinieron los conquistadores, encabezados por el joven capitán portugués Albero do Canto. Saltillo se fundó antes de 1574, según un informe que hizo el cosmografía real a Felpe IR, ahí aparece el nombre de Saltillo al final de una lista de poblaciones fundadas antes de 1574. El nombre fue Villa de Santiago del Sal tillo. (Hasta hoy se acepta 1577 como el año de fundación y no se ha creído necesario cambiarlo hasta que se encuentre una fecha exacta).
Sus pobladores se dedicaban a la siembra de trigo y a la crianza de ganado menor. Durante varias décadas Saltillo se constituyó como la puerta del avance español al noreste. 
Sin embargo, los nuevos pobladores fueron atacados por los indios que habitaban en los alrededores y la villa estuvo a punto de desaparecer; en 1581 varias familias se refugiaron en Mazapil y en Durango.
Para reforzar la población se invitó a grupos tlaxcaltecas de manera que sirvieran como ejemplo de vida "civilizada" a los nómadas de la región. Los tlaxcaltecas aceptaron la petición del Virrey y enviaron a 400 familias a fundar pueblos en lo que hoy es Jalisco, San Luis Potosí, Zacatecas y Coahuila. 
En 1591 fundaron el pueblo de San Esteban de la Nueva Tlaxcala. Estos indígenas recibieron tierra, ganado e instrumentos de labranza, además del permiso de portar armas. 
Los tlaxcaltecas sembraron trigo y maíz, huertos de manzanos, duraznos, membrillo y nogales. Asimismo introdujeron la cría de borregos y con su lana fabricaron frazadas y sarapes.
En 1592 edificaron la iglesia más antigua que existe en la ciudad, San Esteban.
En 1607 el conquistador Santos Rojo trajo a Saltillo la imagen del Santo Cristo de la Capilla que se venera cada 6 de agosto.
La Villa de Santiago del Saltillo y el pueblo de San Esteban estaban separados por una acequia que corría por donde ahora existe la calle de Allende y eran independientes en sus autoridades civiles y religiosas, aunque estaban unidas en la defensa contra los nómadas, la comercialización de sus productos y las fiestas importantes.
El crecimiento fue acelerado y hubo frecuentes conflictos por las tierras y agostaderos. Muchos tlaxcaltecas y españoles salieron de la ciudad para fundar y consolidar otras poblaciones como Monterrey, Parras y la actual Viesca. Además de Guadalupe, Bustamante y Villaldama en Nuevo León; Monclova, Nava, Nadadores, Candela y otras villas en Coahuila e incluso San Antonio Texas.
La riqueza de la región propició la Feria del Saltillo, una de las más famosas de la Nueva España durante la época colonial. Se celebraba en octubre de cada año.
Con el comercio, desde 1659 llegaron mercaderes que traían esclavos negros de Angola y Mozambique. En Saltillo eran más frecuentes las mujeres negras, pues los varones eran destinados a las minas y a los ingenios azucareros.

## Nueva Extremadura de Coahuila
En el año de 1674 fray Juan Larios, franciscano, que radicaba en Guadalajara, luego de ser contactado por un grupo de habitantes originarios del territorio donde surgiría la Provincia de San Francisco de Coahuila, inició con el apoyo de las autoridades del Reino de la Nueva Galicia y autoridades del Saltillo, inició la cristianización de los miembros de varias "naciones" de habitantes originarios, que lo contactaron en 1673 cuando regresaba de Chihuahua a Guadalajara, si bien Larios y otros 2 frailes fueron acompañados por un grupo de tlaxcaltecatl que debían de auxiliar en la labor de asentar a los habitantes de las regiones circundantes a la villa de Nuestra Señora de Guadalupe, poblado antecesor de Monclova, su labor no fue tan fructífera ni fácil, por lo que sería que hasta octubre de 1689 cuando finalmente  se logró la fundación definitiva de una villa de españoles, que fue denominada como Santiago de la Monclova, surgiendo a su vez la Provincia de San Francisco de Coahuila, quedando ya en el pasado la denominación que en su momento se le diera de Nueva Extremadura. 
Los límites originales de la nueva provincia se extendían hasta la región de las Cuatro Ciénegas hacia el Oeste; hasta los límites con el Nuevo Reino de León hacia el Este, hasta el río de las Nueces, mas al Noreste del Río Grande del Norte; mientras que hacia el Sur su límite llegaba a lo que ahora es el municipio de Ramos Arizpe, que en ese entonces eran tierras de la hacienda de San Nicolás de la Capellanía, desde luego que eran límites no muy precisos, pero es importante destacar que las regiones que comprenden lo que ahora son los municipios de Ramos Arizpe, Arteaga, Saltillo, General Cepeda, Parras, Viesca, Torreón, Matamoros de la Laguna, Francisco I. Madero y San Pedro... en este sentido estas regiones pasaron a formar parte de Coahuila mediante Real Cédula expedida en 1785, aunque se concretó esta decisión hasta 1787.
El siglo XVIII fue para los saltilleros de estabilidad (esta era la denominación que se daba a sus habitantes originalmente, como a los parreños, o a los monclovitas) vivieron una época de relativa de tranquilidad, debido a que seguían dándose  ataques de los indios que hacían robo de caballada (gustaban comer su carne), en tanto que llegaron a darse litigios entre españoles y tlaxcaltecas debido a que los primeros trataban de adjudicarse tierras y aguas que pertenecían legalmente a los segundos, pero esto no fue pretexto para que se diese un conflicto entre ambos grupos étnicos.
En el último cuarto del siglo XVIII se comenzaron a edificar la actual Catedral y la Capilla del Santo Cristo con piedra sedimentaria y cantera blanca. Este monumento integra corrientes del barroco, el salomónico, el estípite y el anástilo y fue concluida en 1800. Su torre, de estilo neoclásico, fue terminada en 1897.
A finales del siglo XVIII, casi simultáneamente a la Catedral, se edificaron los San Francisco, una capilla anterior a la actual San Juan y una ermita donde ahora se ubica el Santuario de Guadalupe; además de la capilla de Landín y el templo El Calvario.
En esa misma época, los reyes borbones reorganizaron los territorios de la Nueva España en provincias; Saltillo y San Esteban fueron incorporados a la provincia de Coahuila.
A principios del siglo XIX los franceses invadieron España e hicieron prisionero al Rey. Los saltillenses aportaron dinero y joyas que permitieron la paga de 50 soldados que lucharon en la península ibérica.
En octubre de 1810 los arrieros que llegaron a la feria de Saltillo informaron a los vecinos del levantamiento de armas del Cura Hidalgo contra el gobierno español.
España reaccionó al movimiento de Independencia y creó las Cortes de Cádiz para permitir la participación de sus colonias en asuntos legales y administrativos. Saltillo envió al Padre Miguel Ramos Arizpe como representante de su distrito.
En 1821, tres meses antes de que se hiciera el acto oficial de Independencia en la Ciudad de México, el Cabildo de Saltillo declaró la independencia, ovacionada con gritos del pueblo en la Plaza de Armas.
Después de la Independencia, la Villa de Santiago del Saltillo fue bautizada como Leona Vicario, y el pueblo de San Esteban cambió su nombre por el Villa Longín, en honor a un insurgente michoacano. Sin embargo, los nombres no prevalecieron y en 1827 se integraron como una sola población: Saltillo.

## Estado de Coahuila
La capital de Coahuila se trasladó de Monclova a Saltillo en 1827 y desde entonces tienen aquí su sede los poderes Ejecutivo, Legislativo y Judicial.
En 1835 Texas se levantó en armas para independizarse de México. Antonio López de Santa Anna, al frente del ejército nacional paso por Saltillo rumbo a San Antonio. Durante su estancia en Saltillo decretó la creación de la Alameda.
Texas se independizó de la República Mexicana, y 10 años más tarde se anexó a los Estados Unidos. En 1846 inició la guerra de intervención estadounidense contra México.
En febrero de 1847, en Saltillo, se desarrolló uno de los enfrentamientos más importantes y sangrientos: La Batalla de la Angostura.
Años más tarde México fue invadido por los franceses. Saltillo fue sede de los poderes de la República, ya que Benito Juárez, huyendo de las tropas invasoras permaneció en Saltillo los primeros meses de 1864.
En 1867 se creó el Ateneo Fuente una de las primeras instituciones de educación superior en el norte del país. Años después, se creó la Escuela Normal del Estado para Maestros.
La vida de la ciudad cambió bruscamente a partir de 1883 al arribar el ferrocarril a Saltillo. Paralelamente, la electricidad, el telégrafo y el automóvil, así como el aumento de libros y periódicos, llevaron a Saltillo a abrir su carácter a las influencias de la época.

## Porfiriato y Revolución Mexicana
La modernidad llegó a Coahuila, y prácticamente a todo México, con la llegada del ferrocarril en 1880, durante el porfiriato. hacia 1890 se crearon redes de telégrafo, teléfono y de alumbrado público, además de la construcción de edificios culturales como teatros y plazas; otras obras de carácter social como el hospicio y el hospital civil, y otras de higienización como el sistema de agua potable y el drenaje, el rastro, el mercado y el panteón de Santiago, fueron también creados en esta época. 
Durante la revolución mexicana, figuraron varios personajes coahuilenses que habían estudiado en colegios saltillenses tales como el Ateneo Fuente y el Colegio de San Juan, entre otros.
Durante la Revolución mexicana, Saltillo se mantuvo sin grandes sobresaltos. La ciudad fue tomada por las fuerzas de Victoriano Huerta, posteriormente por las de Francisco Villa y luego las de Venustiano Carranza. Centenares de campesinos fueron forzados a unirse a las diversas agrupaciones, por lo que muchos huyeron a Texas, al igual que unas familias aristócratas.

## ACTUALIDAD
Hacia 1923 se fundó la actual Universidad Agraria Antonio Narro. En los años cincuenta se creó el Instituto Tecnológico de Saltillo y la Universidad de Coahuila. Y dos décadas más tarde, la Universidad Autónoma del Noreste y el Campus Saltillo del Tecnológico de Monterrey.
La vida agrícola de Saltillo en la segunda mitad del siglo XX se fue transformando rápidamente hacia la actividad industrial; las enormes huertas desaparecieron y las industrias dominan el paisaje de hoy.
En el segundo cuarto del siglo XX, Saltillo cambió el giro de las actividades agrícolas y textiles hacia las industriales con la creación de empresas como CIFUNSA, CINSA, Éxito, Molinos el Fénix, entre otras. A mediados del siglo, con la política proteccionista de México, se siguieron creando empresas tales como Moto Islo en 1961, además de Zincamex e Inyec Diesel en esa misma década.
La verdadera explosión industrial ocurrió en las décadas de los 70's y 80's con la llegada de la industria armadora de automóviles a la región, con empresas como General Motors y Chrysler, junto con sus respectivas empresas satélites o proveedoras. Desde entonces, a Saltillo y su Zona Metropolitana (Ramos Arizpe y Arteaga) se le conoce como la "Detroit de México".
Sin embargo, actualmente se está dando un impulso para la diversificación de la industria, con la llegada de empresas farmacéuticas, de artículos electrodomésticos, de químicos, de cerámica e incluso de partes para la industria aeroespacial, y lograr así evitar la concentración de la misma en una sola área, con todos los riesgos que ello implica.